# Thomas Borgström
Thomas Borgström, född 1951, är en svensk manusförfattare.

## Filmmanus i urval
- 1986 – Femte generationen (TV-serie)
- 1988 – Månguden (TV-film)
- 1990 – Apelsinmannen
- 1990 – Den svarta cirkeln (TV-serie)
- 1992 – Blueprint (TV-serie)
- 1994 – Fallet Paragon (TV-serie)
- 1995 – Vendetta
- 1996 – Zonen (TV-serie)
- 1999 – Insider (TV-serie)
- 2001 – Den serbiske dansker